# ナジーブ・ジガーノフ
ナジーブ・ジガーノフ（タタール語: Нәҗип Гаяз улы Җиһанов,ロシア語: Нази́б Гая́зович Жига́нов, ラテン文字:Nazib Gayazovich Zhiganov、1911年1月15日 - 1988年6月2日）は、タタール人の作曲家、教育者。
カザフスタンのオラルに生まれる。1928年にカザン音楽院に入学し、1931年にはモスクワ音楽院に移り、1935年に卒業した。1941年から1943年までタタール・オペラバレエ劇場の音楽監督を務めた。1939年から1977年までタタールスタン作曲家連盟の議長を務め、1945年から1988年までカザン音楽院で学長を務め、管弦楽法を教えた。1948年と1950年の2度スターリン賞を受賞。1957年にはソ連人民芸術家の称号を、1981年には社会主義労働英雄の称号を受けている。
作品には8つのオペラ、3つのバレエ、17の交響曲、室内楽、ロマンス、歌曲などがある。

## 文献
- Я. Гиршман. «Назиб Жиганов» М., 1955, 1975
- Щ. Марченко. Назиб Гаязович Жиганов. ― В кн.: «Композиторы Советского Татарстана». Казань, 1957
- Г. Литинский. Пути воспитания таланта. ― «Советская музыка», 1971, No. 1
- Г. Касаткина. Современная тема в оперном творчестве Жиганова.- В кн.: «Музыка и современность», вып. 9. М., 1975